# Michałki (powiat wąbrzeski)
Michałki – wieś w Polsce położona w województwie kujawsko-pomorskim, w powiecie wąbrzeskim, w gminie Ryńsk. Wchodzi w skład sołectwa Trzcianek.
Według podziału administracyjnego Polski obowiązującego w latach 1975–1998, miejscowość należała do województwa toruńskiego.
W Michałkach znajduje się niewykorzystywany już cmentarz ewangelicki.